# Інферно
Інферно (у перекладі з латині розділ пекла) — давня назва передостаннього кола пекла, у якому, згідно з міфологією, перебували люди, які при житті практикували езотерику та чорнокнижжя.

## Опис
Перші згадки описують Інферно як коло, де стояло багато казанів, у яких в киплячій воді величезна кількість людей варилася заживо у страшних муках. Пізніше з'являється думка про те, що Інферно — окремий розділ пекла, виокремлений у окрему «країну». Згідно з середньовічними розповідями, саме з цієї частини пекла відьми найчастіше викликали духів, які допомагали їм робити їх брудні справи.

## Згадки у культурі
Найкращим прикладом згадки у літературі Інферно є твір Данте «Божественна комедія», що перевернув уявлення людей про потойбічний світ. Данте не говорить про те, що саме знаходилось у Інферно, а використовує назву як синонім до пекла взагалі. Розробники однойменної гри ширше розкрили цей феномен.